# Edit
Az Edit női név germán eredetű. Elemeinek jelentése: birtok, örökség, vagyon +harc.

## Képzett és rokon nevek
- Ditta:[1] az Edit és a Judit önállósult beceneve[3]
- Ditte:[1] a Dorottya (Dorothea) és az Edit északnémet és dán beceneve.[3]

Rokon nevek: Éda, Edda, Edina
- Ditke:[1] az Edit önállósult beceneve.
- Ditti:[1] a Ditte és Ditta önállósult beceneve.

## Gyakorisága
Az 1990-es években ritka név, a 2000-es években nem szerepel a 100 leggyakoribb női név között.

## Névnapok
- szeptember 16.[2]

## Híres Editek, Ditták, Ditték és Dittik
- „Edit” utónevű személyek szócikkeinek listája a Wikidata alapján
- „Edith” utónevű személyek szócikkeinek listája a Wikidata alapján
- „Ditta” utónevű személyek szócikkeinek listája a Wikidata alapján